# Drísz Benzekrí
Drísz Benzekrí (arabul: ادريس ابن زكري); 1970. december 31. –) marokkói válogatott labdarúgókapus.

## Pályafutása

### Klubcsapatban
1990 és 2004 között az RS Settat, 2004 és 2005 között az Ittihad Hemiszet kapuját védte. 

### A válogatottban
1995 és 2002 között 27 alkalommal játszott a marokkói válogatottban. Részt vett az 1998-as világbajnokságon, ahol a marokkói csapat kezdőkapusa volt, illetve részt vett az 1998-as és a 2002-es afrikai nemzetek kupáján is.